# Abraham, Martin & John
Abraham, Martin & John is een lied geschreven door Dick Holler. Het werd voor het eerst opgenomen door Dion. Het nummer is een eerbetoon aan Abraham Lincoln, Martin Luther King en John F. Kennedy, wat ook uit de titel blijkt. In het laatste couplet wordt duidelijk dat het nummer ook opgedragen is aan Robert Kennedy. Alle vier de mannen zijn vermoord vanwege hun idealen. Het nummer herinnert eraan dat deze vier voor meer vrijheid hebben gezorgd, voor onder andere de Afro-Amerikanen. Daarom werd het nummer ook erg populair onder zwarte artiesten om op te nemen. Dions versie kreeg de status goud en werd een #4 hit in de Verenigde Staten van Amerika en zelfs een #1 hit in Canada. Het origineel werd opgenomen als een langzaam folk-rocknummer.

## Coverversies

### Smokey Robinson & The Miracles
In 1969 brachten Smokey Robinson & The Miracles een coverversie van het nummer uit. Het was de derde single van het album Time Out For Smokey Robinson & The Miracles, na Baby, Baby Don't Cry en Here I Go Again. Deze versie van het nummer werd niet opgenomen in de folkstijl, maar als soulnummer. Het heeft echter een langzaam gospelintro en het eindigt ook in gospel. Smokey Robinson & The Miracles hadden met Abraham, Martin & John een #33 hit op de poplijst van de Verenigde Staten. Daarnaast werd de top 20 op de R&B-lijst behaald. Hun versie van het nummer kreeg als B-kant het nummer Much Better Off. Dit liedje werd ook al als B-kant van de single Yester Love gebruikt. Smokey Robinson & The Miracles voerden het nummer samen met hun hit Doggone Right op tijdens de beroemde Ed Sullivan Show in 1969.

### Marvin Gaye
Marvin Gaye, collega van Smokey Robinson & The Miracles bij Motown, nam ook een versie op van Abraham, Martin & John op voor zijn album That's the Way Love Is. Het was een van zijn eerste experimenten met sociaal-politieke nummers. In de Verenigde Staten werd Gayes versie niet op single uitgebracht, wel in het Verenigd Koninkrijk waar het medio 1970 de top tien haalde, met als hoogste positie de negende plaats. Marvin Gaye, aangenaam verrast door dit succes, had toen al besloten om meer van dit soort nummers uit te brengen. Dit leidde uiteindelijk tot het album What's Going On, Gayes succesvolste album. Daar stonden namelijk de top 10-singles What's Going On, Mercy, Mercy Me (The Ecology) en Inner City Blues (Make Me Wanna Holler) op, alle met een sociale boodschap.

### Overige artiesten
Naast Smokey Robinson & The Miracles en Marvin Gaye brachten nog veel meer artiesten hun versie van Abraham, Martin & John uit. Onder andere Bob Dylan en Emmylou Harris namen een eigen versie op. Ook Tom Clay, een bekende diskjockey uit de VS, bracht een versie op single uit. Dit was in een medley van het nummer samen met What the World Needs Now Is Love. Deze medley werd een #8 hit. Overigens, dit was de derde single die uitgebracht werd door Motown die succesvol werd, want net als Marvin Gaye en Smokey Robinson & The Miracles, maakte ook Tom Clay deel uit van deze platenmaatschappij.

## Bezetting van Smokey Robinson & The Miracles
- Lead: Smokey Robinson
- Achtergrond: Bobby Rogers, Warren "Pete" Moore en Ronnie White
- Instrumentatie: The Funk Brothers
- Productie: Smokey Robinson

## Bezetting Marvin Gaye
- Lead: Marvin Gaye
- Instrumentatie: The Funk Brothers
- Productie: Norman Whitfield